# Künpang Thugje Tsöndrü
| Tibetische Bezeichnung                                   |
| -------------------------------------------------------- |
| Tibetische Schrift: ཀུན་སྤངས་ཐུགས་རྗེ་བརྩོན་འགྲུས                 |
| Wylie-Transliteration: kun spangs thugs rje brtson 'grus |
| Andere Schreibweisen: Künpang Thugje Tsöndrü             |
| Chinesische Bezeichnung                                  |
| Vereinfacht: Gengbang Tujie Zongzhe                      |
| Pinyin:耿邦•图杰宗哲                                     |

Künpang Thugje Tsöndrü (tib. kun spangs thugs rje brtson 'grus; geb. 1243; gest. 1313) war ein bedeutender Lama der Jonang-Tradition des tibetischen Buddhismus und Gründer des Jonang-Klosters (1293). Dölpopa, der „Buddha von Dolpo“, zählte zu seinen Schülern.
Künpang Thugje Tsöndrü vereinte alle siebzehn der in Tibet zu seiner Zeit vorhandenen Übertragungslinien des Kālacakra-Tantra, wobei sich die Vertreter der Jonang-Tradition seither mit diesem System der Synthese aus verschiedenen Übertragungslinien für das Yoga in sechs Abschnitten (sbyor ba yan lag drug) identifizierten.

## Werke
Die Bände 14 bis 15 der Buchreihe Phyag bris gces btus enthalten Schriften von Jonang Chogle Namgyel (Eine Sammlung von annotierten Kommentaren zum Kālacakra-Tantra mit Schriften von Künpang Thugje Tsöndrü, Jonang Chogle Namgyel, Butön Rinchen Drub und Dölpo Sherab Gyeltshen bilden in dieser Reihe die Bände 11 bis 17: Dus 'khor ’grel mchan phyogs bsgrigs. Krung go bod rig pa dpe skrun khang, ISBN 978-7-80057-848-9.)